# Stava by, Ödeshög
Stava by, Ödeshög, är en by på gränsen till Holaveden, i Ödeshögs kommun, Östergötland.
Stava by har gett sitt namn till Stavabygden, som totalt omfattar 19 byar.
Ortnamnet Stava kommer från den ursprungliga betydelsen gräns. Här gick gränsen mellan Östergötland och smålanden söder om Stavbäcken, som rinner ut i Vättern och samtidigt utgör gräns mellan Lysings och Vista härader. 
Stavbäcken (gränsbäcken) kommer från Stavsjön (Gränssjön). Sjön kallas numera för Gyllingesjön eller Kopparpasjön.
I Stava finns idag några mindre företag och ett missionshus.